# Troglophyes oblongulus
Troglophyes oblongulus es una especie de escarabajo del género Troglophyes, familia Leiodidae. Fue descrita por Edmund Reitter en 1908. Se encuentra en Francia.